# 原始亚美尼亚语
原始亚美尼亚语是亚美尼亚语最早期的发展阶段，是构拟出的语言，不由任何现存文献直接支持。亚美尼亚语是亚美尼亚语族唯一的成员，因此无法应用一般构拟祖语用的比较法，而是综合运用内外构拟，来还原亚美尼亚语的部分早期状态。

## 定义
亚美尼亚语族下只有亚美尼亚语一种语言，所以“原始亚美尼亚语”的定义并不明晰，一般认为它是原始印欧语到最早有记载的古典亚美尼亚语间的过渡状态。
因而“原始亚美尼亚语”并非严格意义上的祖语。
亚美尼亚最早的文献是5世纪梅斯罗普·马什托茨翻译的《圣经》。
亚美尼亚语有许多层借词，展现出与安纳托利亚语族卢维语、赫梯语、米坦尼胡里安-乌拉尔图语系、闪米特语族阿卡德语、亚拉姆语、伊朗语支波斯语、安息语等语言间长期的语言接触，也有少量来自希腊语和阿拉伯语的影响。

## 原始亚美尼亚语音韵变化
原始亚美尼亚语音变庞杂而奇特(如*dw->erk-)，很多时候还不确定。这使得亚美尼亚语被视作是一种十分相异的伊朗语支语言，直到1874年德国语言学家海因里希·胡布斯奇曼才认识到它的独立。
值得注意的是，“亚美尼亚辅音链变”与日耳曼语知名的格林定律很像，PIE清塞音在两者中都变为清送气音(关于PIE*p存在部分复杂性)、浊塞音变为清音、浊送气音变为浊音。:340-341同时，亚美尼亚语还与希腊语和弗里吉亚语共享词首喉音在辅音前元音化的创新：:342, 402PIE*h₂nḗr(人、力)>希腊语anḗr、原始亚美尼亚语*aynr>亚美尼亚语:342、弗里吉亚语anar(人)，比较拉丁语Nero、neriōsus(严厉)、阿尔巴尼亚语njeri、波斯语nar、梵语nara威尔士语nerth。
特定环境下，送气塞音进一步弱化为w、h或消失：PIE*pódm̥“脚（宾格）”>亚美尼亚语otn，比较希腊语póda，PIE*tréyes“3”>亚美尼亚语erekʿ，比较希腊语treis。
| PIE  | 亚美尼亚语 | 特殊对应       |
| ---- | ---------- | -------------- |
| *p   | h          | Ø、w、pʿ       |
| *t   | tʿ         | y、d           |
| *ḱ   | s          | š(PIE*ḱw>š)、Ø |
| *k   | kʿ         | x、g、čʿ       |
| *kʷ  | kʿ         | x、g、čʿ       |
| *b   | p          |                |
| *d   | t          |                |
| *ǵ   | c          |                |
| *g   | k          | c              |
| *gʷ  | k          | c              |
| *bʰ  | b          | w              |
| *dʰ  | d          | ǰ              |
| *ǵʰ  | j          | z              |
| *gʰ  | g          | ǰ              |
| *gʷʰ | g          | ǰ、ž           |
| *s   | h          | s、Ø、*kʿ      |
| *h₁  | Ø          | e-             |
| *h₂  | h          | a-、Ø          |
| *h₃  | h          | a-、Ø          |

## 历史
原始亚美尼亚语的起源颇有争议。亚美尼亚起源假说认为亚美尼亚语就是公元前3千纪的原始印欧语在原地演化出的后代，更知名的坟冢假说则假设它是从巴尔干半岛或经高加索山脉迁来的。原始亚美尼亚语人群抵达亚美尼亚高原一带的年代约在青铜时代或至少在1200 BC前后的青铜时代晚期崩溃。
亚美尼亚语起源还有一说，认为一支与弗里吉亚人(穆什基人或亚美尼亚-弗里吉亚人)有关的古巴尔干语族人群在乌拉尔图建立之前就已经居住在这一地带的西部:276–283，他们是米底帝国治下的贵族。:50亚美尼亚语中的乌拉尔图词汇，以及进入乌拉尔图语的亚美尼亚语词汇说明，两种语言间存在很久远的早期接触，双语制也通行过很长一段时间。

据《印欧文化百科全书》：
据Diakonoff，亚美尼亚当时是胡里安(含乌拉尔图)、卢维人和原始亚美尼亚语穆什基人从安纳托利亚带来的。原始亚美尼亚语可能受到了当地土著语言的强烈影响。例如亚美尼亚语音韵似乎受胡里安语很大影响，这可能暗示长期双语制的存在。
最近的基因研究发现，亚美尼亚人自公元前3千纪开始直到青铜时期晚期崩溃都在经历剧烈的混合。公元前1200年后，混合的指标才衰减到不显著的水平，此后亚美尼亚人的Y染色体DNA基本稳定，这是由于亚美尼亚人与周围的人群独立，并形成了延续至今的文化/语言/宗教独立性。穆什基语没有留下任何记载，因此穆什基人和亚美尼亚人间的联系未有定论。:419另外，最近的基因学研究并不支持公元前1200年后亚美尼亚民族的显著混合，说明穆什基人很不可能说原始亚美尼亚语。不过其他人则至少将东部穆什基人的故地置于亚美尼亚高地和南高加索语地区，穆什基人可能至少有一部分说亚美尼亚语，或与亚美尼亚语关系非常近的语言。一些现代研究发现，亚美尼亚语与印度-伊朗语族的距离跟希腊语族、弗里吉亚语的距离差不多。
另一种代替的理论则认为原始亚美尼亚语的使用者是亚美尼亚北部高地的土著，如哈亚萨-阿兹（Hayasa-Azzi、Diauehi或Etiuni。尽管这些部落的存在只能通过邻接族群(如赫梯、乌拉尔图、亚述)的描述中得知，这些部落的名字却有亚美尼亚语词源。乌拉尔图语为统治阶级的语言，而被统治阶级可能是多语的，其中有些人就可能说亚美尼亚语。这可以和弗里吉亚/穆什基理论相调和：只需假设这些部落来自高加索山区或亚美尼亚高地即可。

## 资料
- Adjarian, Hrachia. Etymological root dictionary of the Armenian language, vol. I–IV. Yerevan State University, Yerevan, 1971 – 1979.
- Austin, William M. . Language. January 1942, 18 (1): 22–25. JSTOR 409074. doi:10.2307/409074.
- Barton, Charles R. . Language. October 1963, 39 (4): 620. JSTOR 411956. doi:10.2307/411956.
- Bonfante, G. . Journal of the American Oriental Society. June 1942, 62 (2): 102–105. JSTOR 594462. doi:10.2307/594462.
- Diakonoff, Igor. . Annual of Armenian Linguistics. 1992, 13: 51–54.
- Diakonoff, I. M. . Journal of the American Oriental Society. October 1985, 105 (4): 597–603. JSTOR 602722. doi:10.2307/602722.
- Greppin, John A. C.; Diakonoff, I. M. . Journal of the American Oriental Society. October 1991, 111 (4): 720. JSTOR 603403. doi:10.2307/603403.
- Meillet, Antoine. . Impr. des PP. mékhitharistes. 1903  [2022-01-08]. （原始内容存档于2020-08-04）.
- Minshall, Robert. . Language. October 1955, 31 (4): 499–503. JSTOR 411362. doi:10.2307/411362.
- Kerns, J. Alexander; Schwartz, Benjamin I. . Language. July 1942, 18 (3): 226–228. JSTOR 409558. doi:10.2307/409558.
- K. H. Schmidt, The Indo-European Basis of Proto-Armenian : Principles of Reconstruction, Annual of Armenian linguistics, Cleveland State University, 11, 33-47, 1990.
- Werner Winter, Problems of Armenian Phonology I, Language 30, No. 2 (Apr., 1954), pp. 197–201
- Werner Winter, Problems of Armenian Phonology II, Language 31, No. 1 (Jan., 1955), pp. 4–8
- Werner Winter Problems of Armenian Phonology III, Language 38, No. 3, Part 1 (Jul., 1962), pp. 254–262